# Еджвуд (Флорида)
Еджвуд (англ. Edgewood) — місто (англ. city) в США, в окрузі Орандж штату Флорида. Населення — 2685 осіб (2020).

## Географія
Еджвуд розташований за координатами 28°29′11″ пн. ш. 81°22′57″ зх. д. / 28.48639° пн. ш. 81.38250° зх. д. (28.486406, -81.382529).  За даними Бюро перепису населення США в 2010 році місто мало площу 3,95 км², з яких 3,14 км² — суходіл та 0,81 км² — водойми.

## Демографія
Згідно з переписом 2010 року, у місті мешкали 2503 особи в 983 домогосподарствах у складі 676 родин. Густота населення становила 633 особи/км².  Було 1097 помешкань (277/км²).
Расовий склад населення:
| - 79,5 % — білих - 10,6 % — чорних або афроамериканців - 4,4 % — азіатів - 0,2 % — корінних американців - 2,6 % — осіб інших рас |

До двох чи більше рас належало 2,7 %. Частка іспаномовних становила 13,4 % від усіх жителів.
За віковим діапазоном населення розподілялося таким чином: 21,2 % — особи молодші 18 років, 64,0 % — особи у віці 18—64 років, 14,8 % — особи у віці 65 років та старші. Медіана віку мешканця становила 42,5 року. На 100 осіб жіночої статі у місті припадало 97,9 чоловіків;  на 100 жінок у віці від 18 років та старших — 97,8 чоловіків також старших 18 років.
Середній дохід на одне домашнє господарство  становив 105 119 доларів США (медіана — 72 321), а середній дохід на одну сім'ю — 122 046 доларів (медіана — 81 136). Медіана доходів становила 49 886 доларів для чоловіків та 40 179 доларів для жінок. За межею бідності перебувало 5,9 % осіб, у тому числі 6,8 % дітей у віці до 18 років та 4,3 % осіб у віці 65 років та старших.
Цивільне працевлаштоване населення становило 1285 осіб. Основні галузі зайнятості: освіта, охорона здоров'я та соціальна допомога — 21,3 %, мистецтво, розваги та відпочинок — 16,8 %, науковці, спеціалісти, менеджери — 15,9 %.